# Balthasar Denner
Balthasar Denner (ur. 15 listopada 1685 w Altonie, obecnie dzielnicy Hamburga, zm. 14 kwietnia 1749 w Rostocku) – niemiecki malarz i miniaturzysta.
Uczeń mało znanego rysownika niderlandzkiego i Akademii Berlińskiej. Działał w Hamburgu, Dreźnie, Berlinie i Schwerinie, a także w Kopenhadze, Londynie i Amsterdamie. Był uważany za jednego z najlepszych i najpopularniejszych portrecistów swych czasów. Z upodobaniem malował starców.